# گمینا لوبومیا
گمینا لوبومیا (به لهستانی:  Gmina Lubomia) یک گمینا در لهستان است که در شهرستان ووجسواف واقع شده‌است. گمینا لوبومیا ۴۱٫۸۳ کیلومتر مربع مساحت و ۸٬۰۲۳ نفر جمعیت دارد.